# Недзведзь (Краковский повет)
Не́дзведзь (пол. Niedźwiedź) — село в Польше в сельской гмине Сломники Краковского повета Малопольского воеводства.

## География
Село располагается в 3 км от административного центра гмины города Сломники и в 22 км от административного центра воеводства города Краков.
Село состоит из нескольких частей, имеющих собственное наименование: Блоне, Водоница, Глинки, Каменец, Колоня, Коло-Едностки, Коцмыжовская, Уличка, Центрум и Чвораки.
В 1975—1998 годах село входило в состав Краковского воеводства.

## Население
По состоянию на 2013 год в селе проживало 683 человек.
| Перепись  | Всего   | Всего | Женщины | Женщины | Мужчины | Мужчины |
| --------- | ------- | ----- | ------- | ------- | ------- | ------- |
| Единицы   | человек | %     | человек | %       | человек | %       |
| Население | 683     | 100   | 363     | 56,89   | 275     | 43,11   |